# Corina Crețu
Corina Crețu (ur. 24 czerwca 1967 w Bukareszcie) – rumuńska polityk i dziennikarka, posłanka do Parlamentu Europejskiego VI, VII, VIII i IX kadencji, członkini Komisji Europejskiej (2014–2019).

## Życiorys
Ukończyła w 1989 studia na Wydziale Planowania i Cybernetyki Ekonomicznej Akademii Studiów Ekonomicznych w Bukareszcie. Pracowała jako dziennikarka w różnych gazetach, a także w administracji prezydenta i Senatu.
W 1996 wstąpiła do Partii Socjaldemokracji w Rumunii (przekształconej później w Partię Socjaldemokratyczną), przez kilka lat była wiceprzewodniczącą partyjnej organizacji kobiet. W 2000 zasiadła w Izbie Deputowanych, w wyniku wyborów w 2004 weszła w skład Senatu. W okresie prezydentury Iona Iliescu pełniła funkcję jego doradcy i rzecznika prasowego.
1 stycznia 2007 objęła mandat eurodeputowanej, utrzymała go w wyborach w tym samym roku. W wyborach w 2009 skutecznie ubiegała się o reelekcję. W VII kadencji przystąpiła do grupy Postępowego Sojuszu Socjalistów i Demokratów, została też wiceprzewodniczącą Komisji Rozwoju. W 2014 została wybrana na kolejną kadencję Europarlamentu. W tym samym roku uzyskała nominację (od 1 listopada 2014) na komisarza ds. polityki regionalnej w Komisji Europejskiej, na czele której stanął Jean-Claude Juncker.
W styczniu 2019 zadeklarowała swój start do Europarlamentu z listy ugrupowania PRO Rumunia Victora Ponty. W wyborach z maja tegoż roku uzyskała mandat posłanki do PE IX kadencji. Celem jego objęcia od lipca 2019 złożyła rezygnację ze stanowiska w Komisji Europejskiej.